# کلبه چوبی
کلبهٔ چوبی یک سازهٔ اقامتی است که از قطعات کنده شدهٔ درختان تشکیل شده، این قطعات گاهی حتی به صورت اره نشده هم مورد استفاده قرار می‌گیرند. این کلبه‌ها از دیدگاه ساختار یا معماری بسیار ساده و ابتدایی هستند. کلبه‌ها در حقیقت یک بخش عمده از تاریخ باستان در اروپا و در آمریکا را شکل می‌دهند، در آمریکا اغلب با نسل اول خانه‌سازی توسط مهاجران در ارتباط است.

## کلبهٔ چوبی در تاریخ اروپا
معرفی شیوهٔ ساخت و ساز به وسیلهٔ کُنده‌های درختان و الوار آن‌ها مربوط به معمار رومی مارکوس ویتروویوس پولیو می‌باشد که در رساله‌های معماری خودش این نوع ساخت و ساز را به خوبی توصیف کرده‌است. البته به‌طور قطع تا قبل از وی این شیوه از ساخت و ساز رواج داشته ولی اولین کسی که به این شیوه از معماری و ساختمان‌سازی به شکل مدون و کلاسیک اشاره داشت، پولیو بود. او در رسالهٔ معماری خود اشاره کرده که در پنتوس (امروزه در شمال شرقی ترکیه) خانه‌هایی با کنده‌های درختان به صورت افقی و لبریز از یکدیگر و چسبیده به هم ساخته شده که معدود شکاف‌های بین آن‌ها با انواع گل و بوته پوشیده شده‌اند.
از دیدگاه تاریخی ورود ساخت و ساز کلبه‌های چوبی در اروپا منطقهٔ اسکاندیناوی و شرق اروپا می‌باشد اگر چه منشأ آن‌ها نامشخص است ساختار کلبه‌های چوبی برای اولین بار احتمالاً در شمال اروپا و در عصر برنز در حدود ۳۵۰۰ سال قبل از میلاد مسیح شکل گرفته‌است.

## نگارخانه

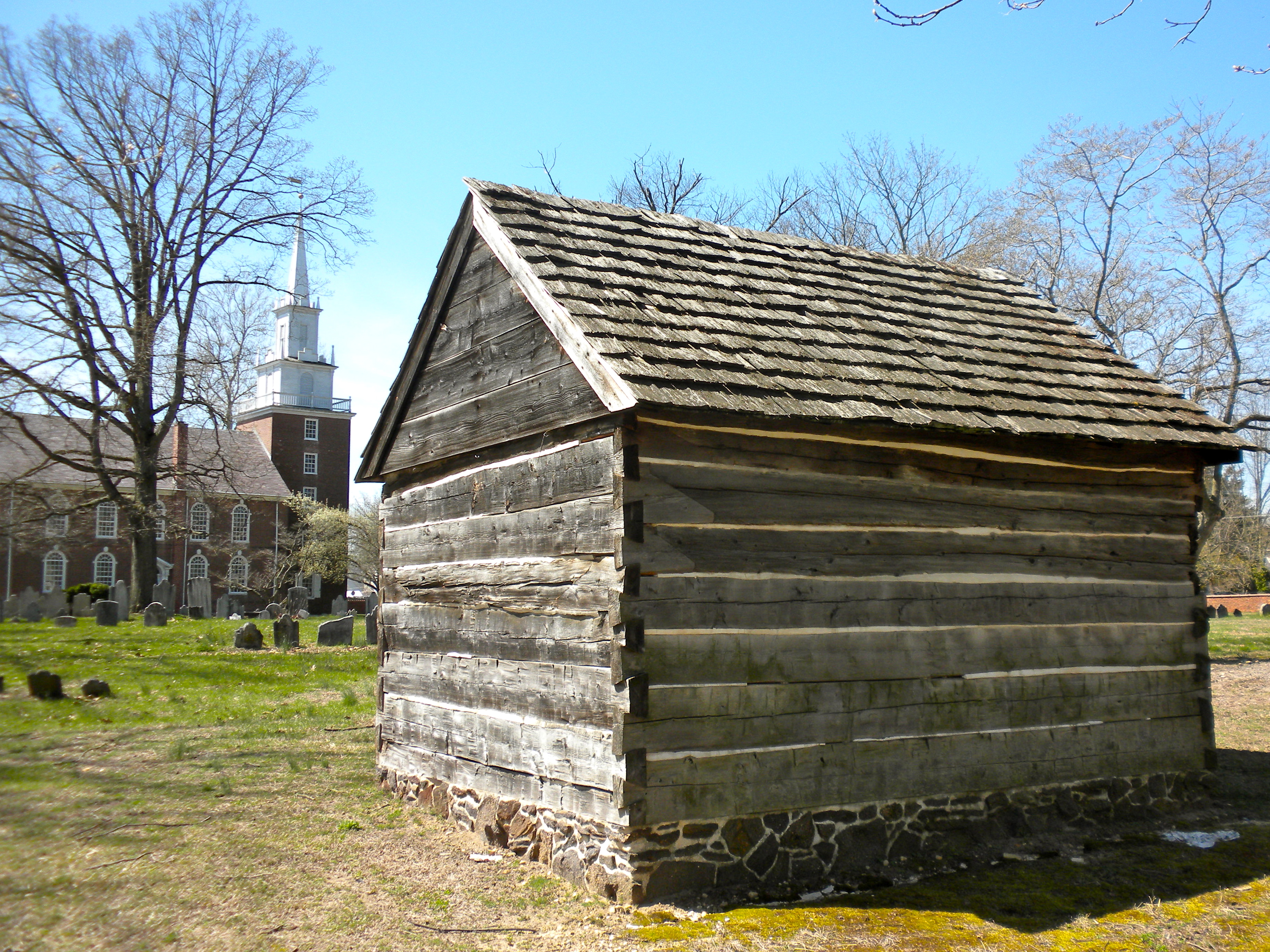
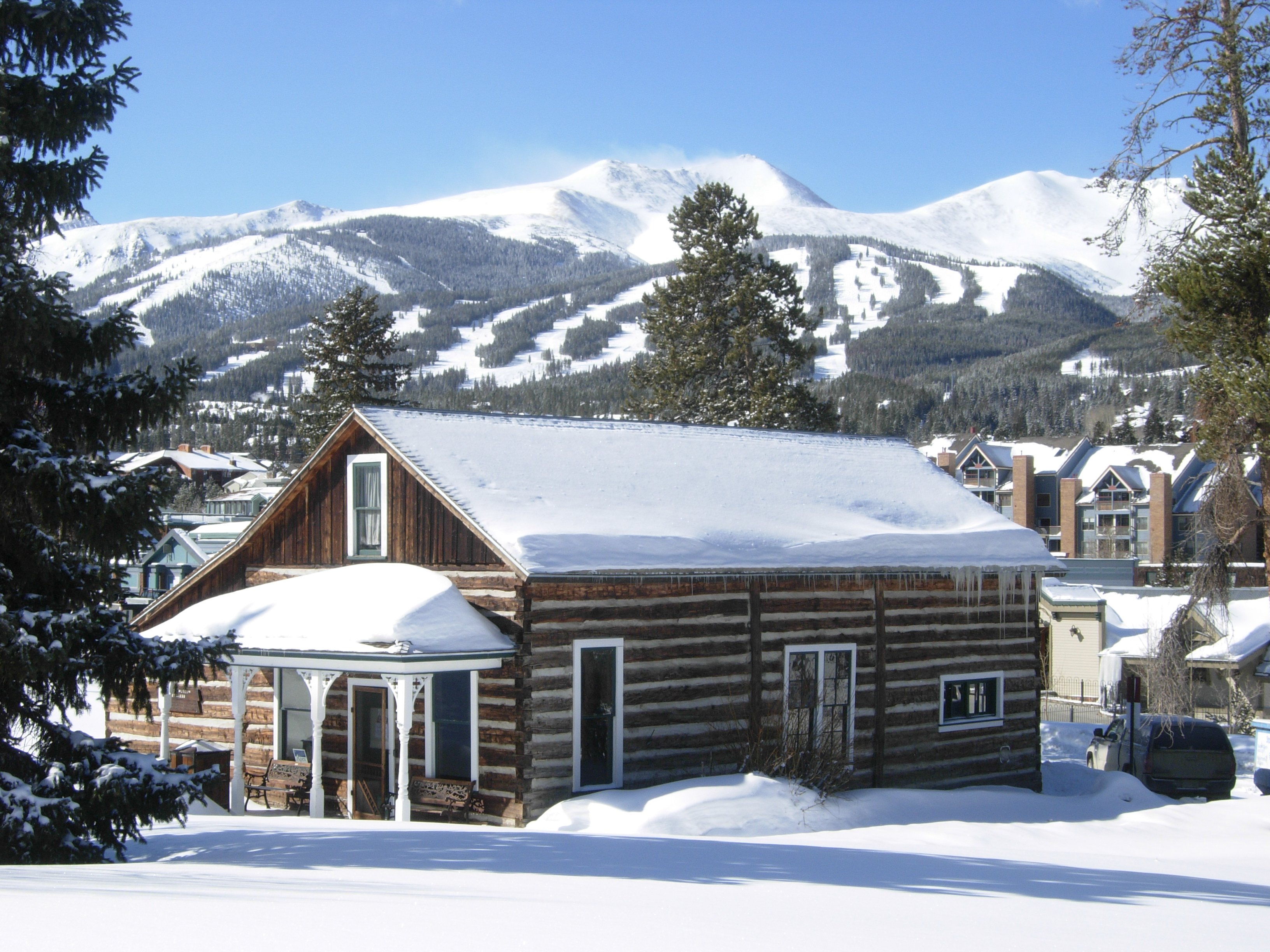
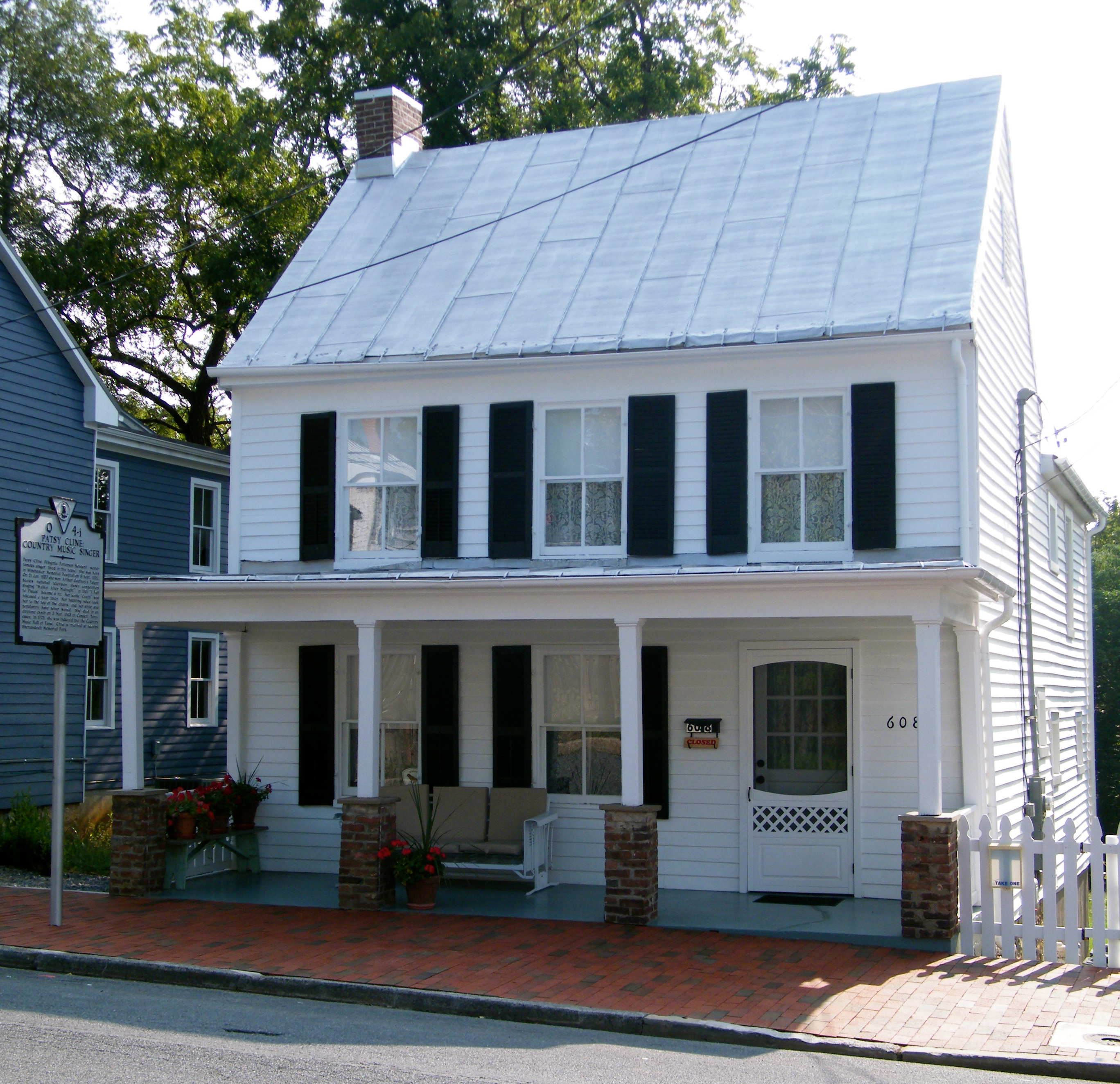
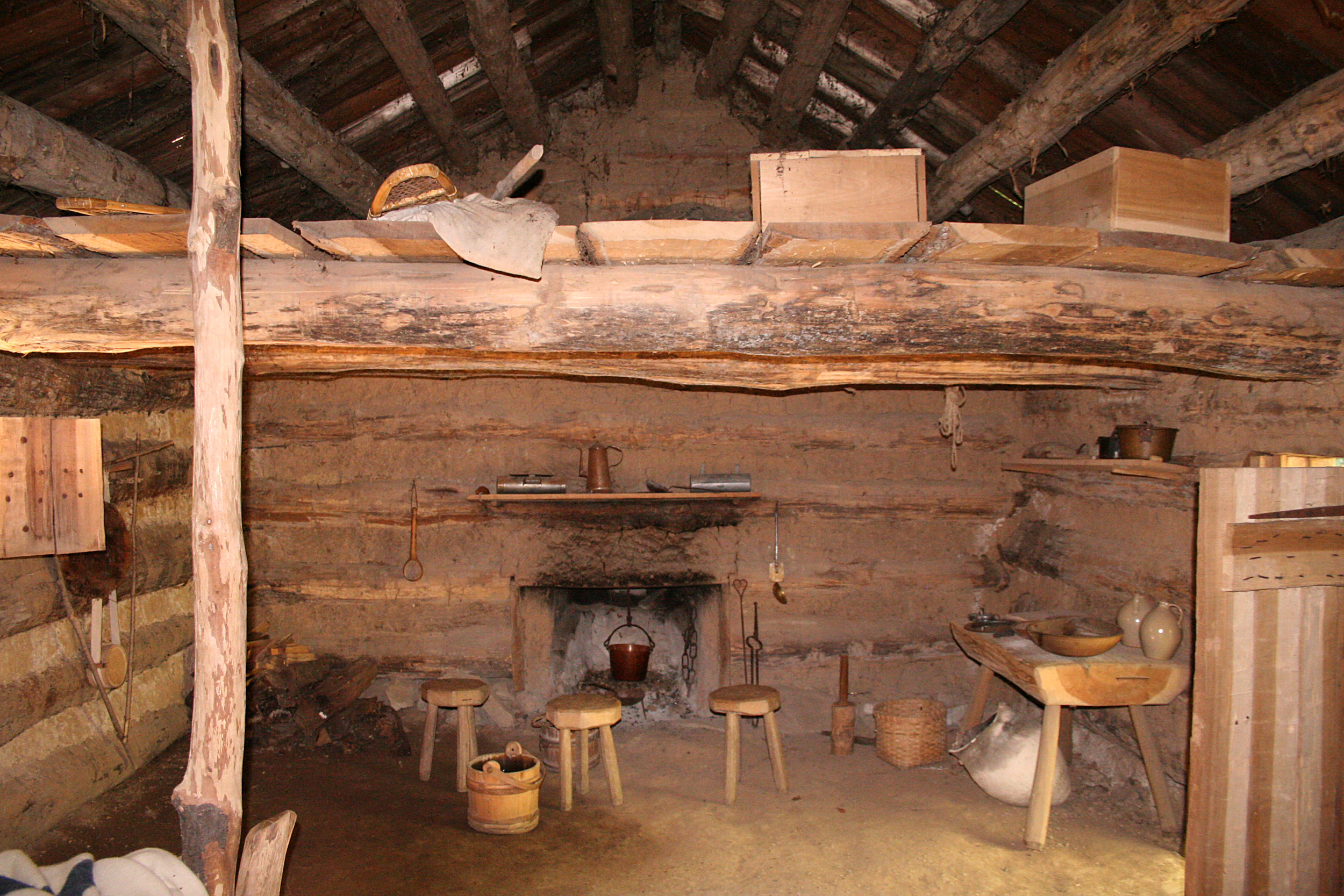
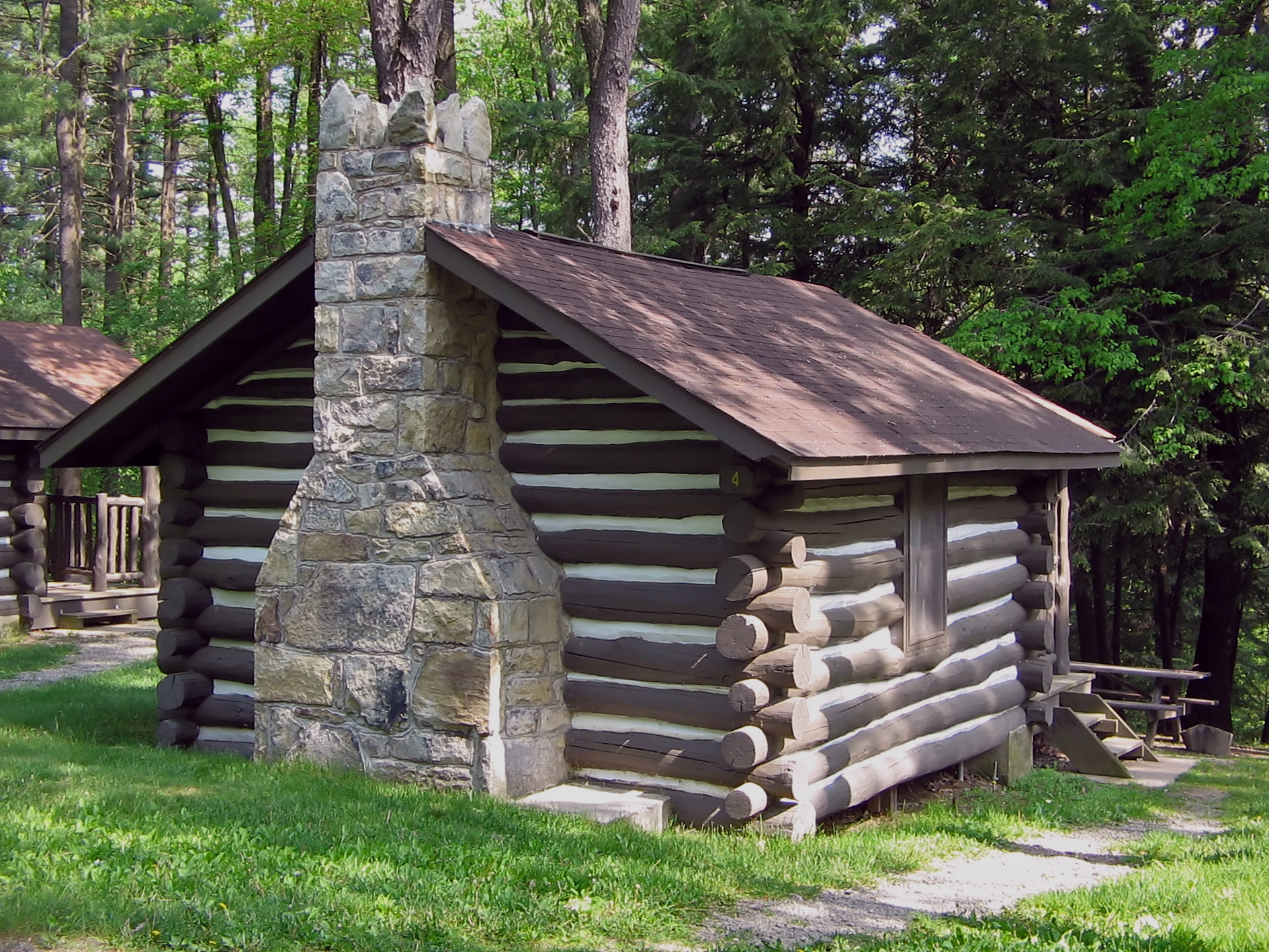
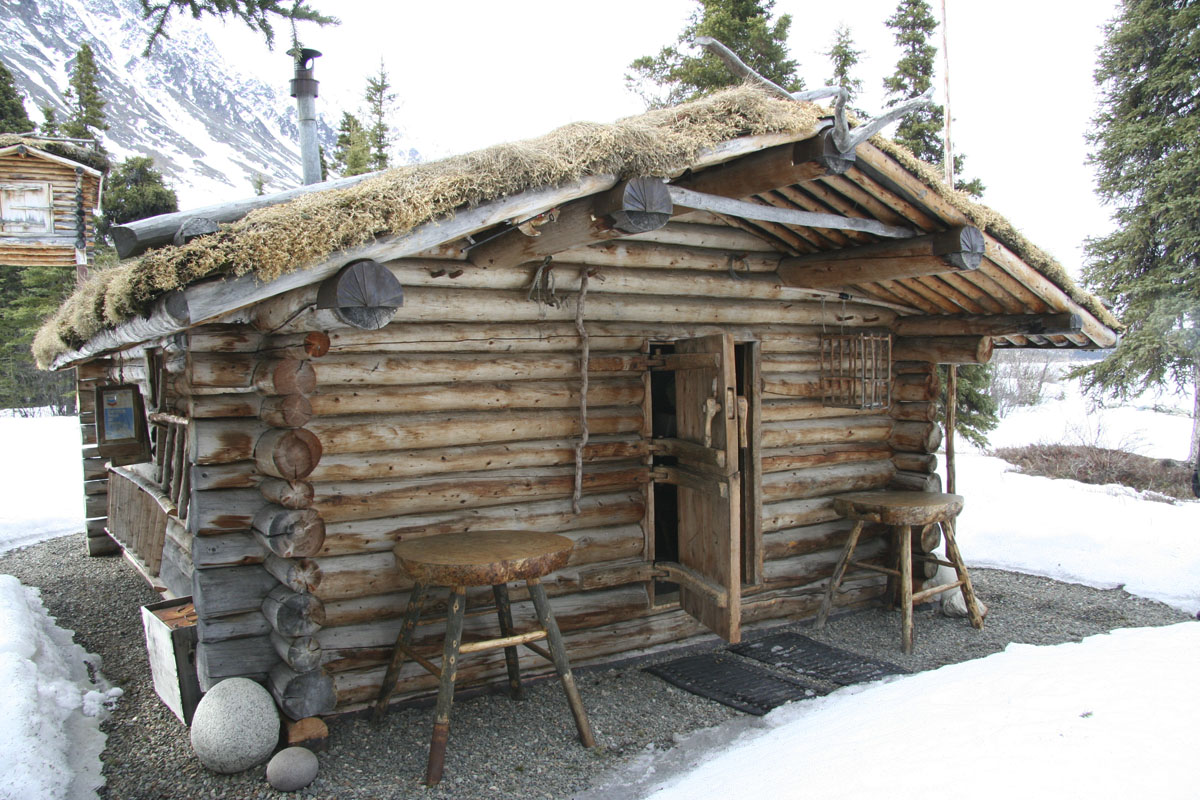
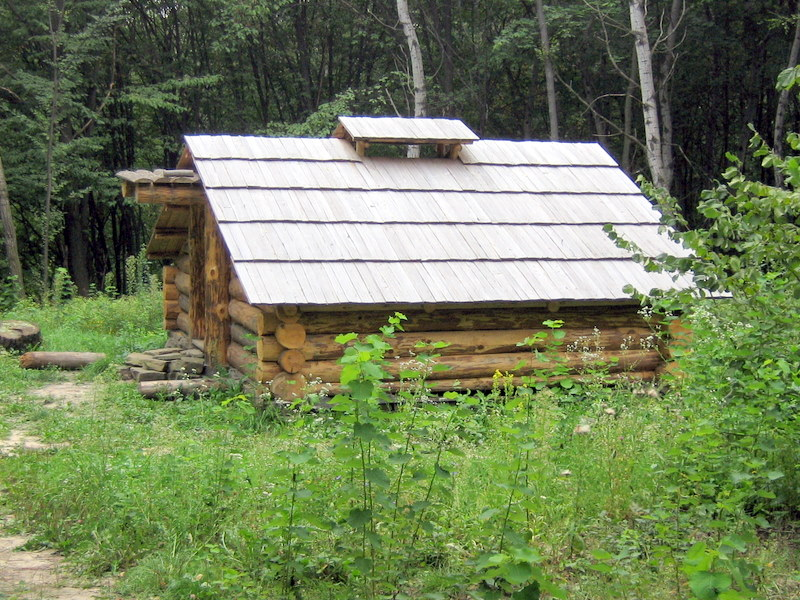
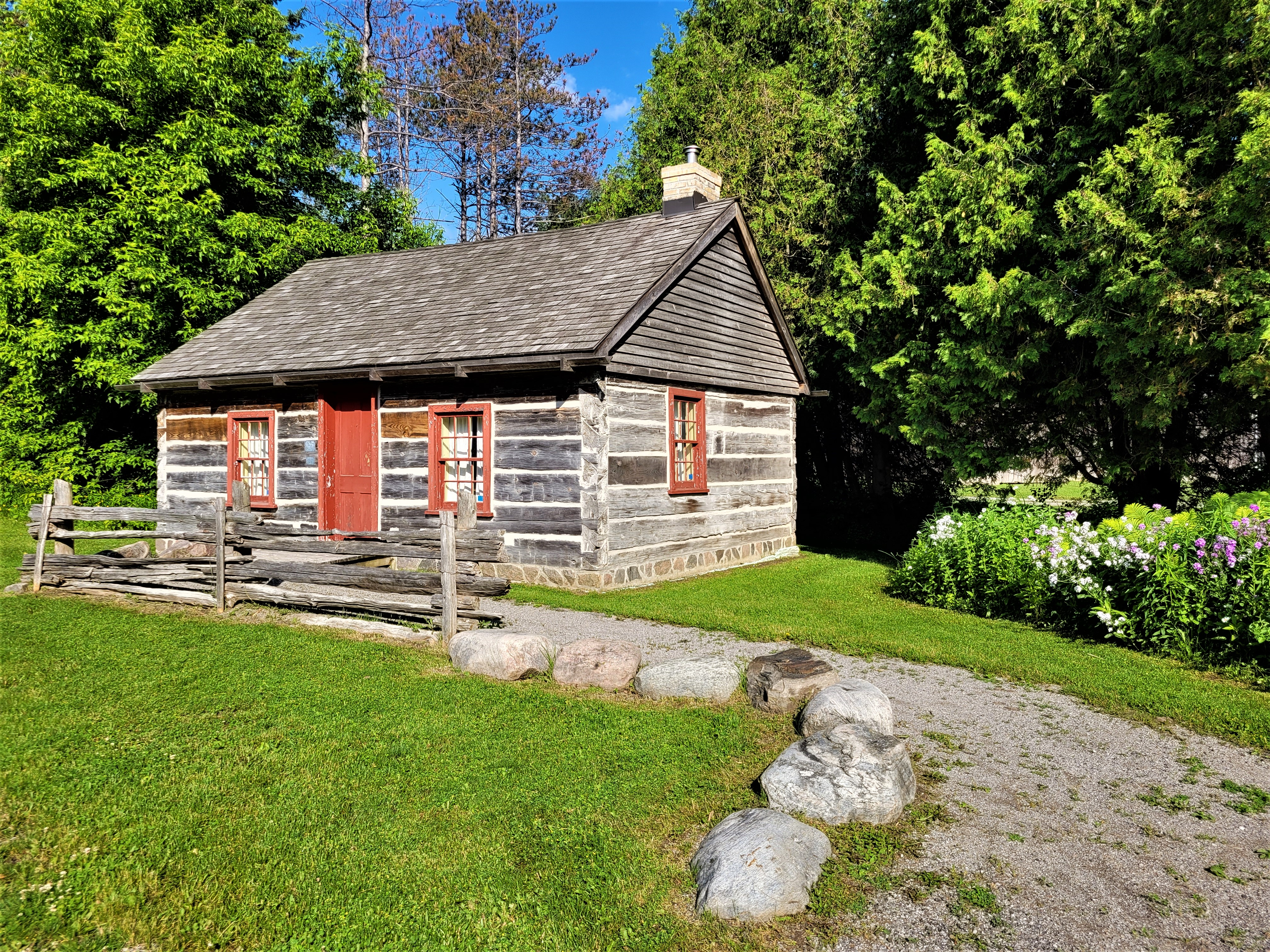
کلبه چوبی در وندرف، انتاریو